# Muraena argus
Muraena argus (лат.) — вид лучепёрых рыб из семейства муреновых. Распространена от Мексики до Перу, а также в районе Галапагосских островов. Держится на глубинах от 18 до 60 метров. Максимальная длина тела 120 см, обычно до 60 см.
Была описана Францем Штейндахнером в 1870 году и первоначально отнесена к роду Гимнотораксы. Из-за широкого распространения вида, отсутствия известных угроз и данных о сокращении популяции, IUCN присвоил ему охранный статус вызывающего наименьшие опасения.